# ستارا روژانکا
ستارا روژانکا (به لهستانی:  Stara Różanka) یک روستا در لهستان است که در گمینا کنتژن واقع شده‌است. ستارا روژانکا ۱۹۱ نفر جمعیت دارد.